# 27. poprawka do Konstytucji Stanów Zjednoczonych

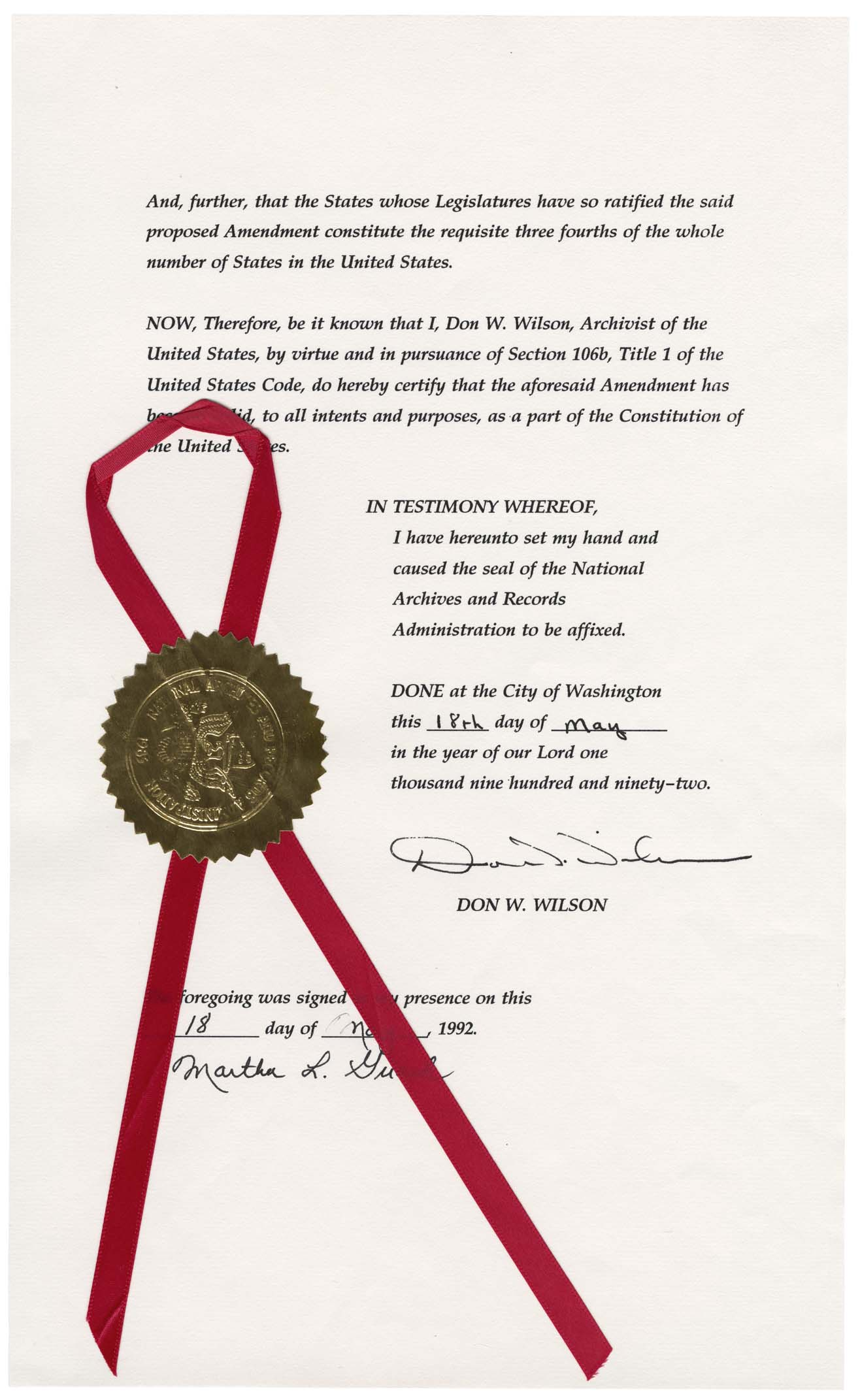
Trzecia strona 27. poprawki do Konstytucji Stanów Zjednoczonych

27. poprawka do Konstytucji Stanów Zjednoczonych dotyczyła ograniczenia zmian wysokości płacy członków Kongresu Stanów Zjednoczonych. Zgodnie z jej treścią każde prawo zwiększające lub zmniejszające wynagrodzenie kongresmanów wchodzi w życie dopiero po kolejnych wyborach do Izby Reprezentantów. Miało to na celu zapewnienie wyborcom szansy na potencjalne usunięcie z urzędu polityków odpowiedzialnych za tego rodzaju legislację.
Jest to najpóźniej przyjęta poprawka do Konstytucji, mimo że należała do jednych z pierwszych, jakie zaproponowano. Poprawka została pierwotnie przedłożona przez 1. Kongres razem z Kartą Praw Stanów Zjednoczonych 25 września 1789 roku, jednak przyjęto ją dopiero 5 maja 1992 roku, ustanawiając tym samym rekord czasu ratyfikacji, wynoszący 202 lata, 7 miesięcy i 10 dni.

## Treść poprawki
W oryginale poprawka stanowi, że:

No law, varying the compensation for the services of the Senators and Representatives, shall take effect, until an election of Representatives shall have intervened.

co można przetłumaczyć jako:

Żadna ustawa zmieniająca wynagrodzenie senatorów i reprezentantów nie może wejść w życie przed wyłonieniem Izby Reprezentantów w nowej kadencji.

## Ratyfikacja
Pierwotnie zaproponowana poprawka nie została ratyfikowana w latach 1789–1791 przez wystarczającą liczbę stanów (przyjęło ją zaledwie 6 zgromadzeń stanowych) i tym samym nie weszła w życie. Pozostała w zapomnieniu aż do roku 1982, kiedy to 19-letni Gregory Watson, student University of Texas, napisał na zajęcia z nauk politycznych esej, w którym argumentował, że poprawka może nadal zostać przyjęta. W reakcji na niezadowalający i w jego oczach niesprawiedliwy stopień wystawiony przez prowadzącego za to zadanie (otrzymał odpowiednik oceny dostatecznej), rozpoczął ogólnokrajową kampanię informacyjną, na którą wydał $6000 z własnej kieszeni. Niemniej jednak wysiłek ten skutecznie przyciągnął uwagę opinii publicznej, a tym samym również klasy politycznej.
Pierwszymi stanami, jakie odpowiedziały na działania Watsona było Maine, które ratyfikowało poprawkę w kwietniu 1983 roku, oraz Kolorado dokładnie rok później. Wkrótce większość terytoriów podążyło w ich ślady. Zgodnie z trybem ratyfikacji poprawek przewidzianym w piątym artykule Konstytucji Stanów Zjednoczonych, 27. poprawka weszła w życie po jej ratyfikacji przez 38 z 50 stanów, co nastąpiło 5 maja 1992 roku, gdy została przegłosowana przez legislaturę stanu Alabama.

## Ratyfikacja przez poszczególne stany

Stan ratyfikował poprawkę, 1789–1792
Stan ratyfikował poprawkę, 1873
Stan ratyfikował poprawkę, 1978–1991
Stan ratyfikował poprawkę, maj 1992
Stan ratyfikował poprawkę po certyfikacji, od 1992
Stan ratyfikował poprawkę dwukrotnie (Karolina Północna: 1789 i 1989; Kentucky: 1792 i 1996)
Stan nie ratyfikował poprawki

Stan ratyfikował poprawkę, 1789–1792
     Stan ratyfikował poprawkę, 1873
     Stan ratyfikował poprawkę, 1978–1991
     Stan ratyfikował poprawkę, maj 1992
     Stan ratyfikował poprawkę po certyfikacji, od 1992
     Stan ratyfikował poprawkę dwukrotnie (Karolina Północna: 1789 i 1989; Kentucky: 1792 i 1996)
     Stan nie ratyfikował poprawki